# Here and Now (musikalbum av Nickelback)
Here and Now är det sjunde studioalbumet från det kanadensiska rockbandet Nickelback. Albumet släpptes 21 november 2011 och är uppföljare till det platinasäljande albumet Dark Horse som gavs ut 2008. 
Den 26 september släppte bandet två singlar, "When We Stand Together" och "Bottoms Up". Båda låtarna blev tillgängliga för nedladdning den 27 september 2011. Det första spåret på skivan, "This Means War", släpptes den 10 november 2011 som den tredje singeln. Albumets skivomslag består av Gastown Steam Clock i Vancouver och klockan är satt till 11:21, datumet albumet släpptes. Albumet debuterade som nummer två på Billboard 200 och såldes i cirka 227 000 exemplar under sin första vecka, endast marginellt färre än Michael Bublés "Christmas" på förstaplatsen.

## Mottagande
Albumet har fått blandade recensioner från professionella kritiker, från positiva till mycket negativa. Enligt Metacritic har albumet fått ett genomsnittligt betyg av 51/100, baserat på nio recensioner. Consequence of Sound gav albumet två stjärnor, av fem möjliga och konstaterade att ""Here and Now might prove to be a step above the last effort, but likewise a step high enough to hang its creators on a barn rafter." På andra änden av skalan gav Rockstar Weekly albumet fem av fem stjärnor och kallar albumet för "I särklass det bästa kanadensiska albumet 2011."
Albumet nådde plats 10 på topplistorna i Storbritannien under veckan albumet släpptes. Den 16 december 2011 blev albumet intygat guld av British Phonographic Industry för försäljning av 100 000 skivor i Storbritannien.

## Låtlista
Låtlistan på albumet avslöjades den 26 september 2011.
All sångtext är skriven av Chad Kroeger. 
| Nr           | Titel                  | Musik                                                     | Längd |
| ------------ | ---------------------- | --------------------------------------------------------- | ----- |
| 1.           | This Means War         | C. Kroeger                                                | 3:20  |
| 2.           | Bottoms Up             | C. Kroeger, Mike Kroeger, Joey Moi                        | 3:40  |
| 3.           | When We Stand Together | C. Kroeger, Ryan Peake, M. Kroeger, Moi,                  | 3:10  |
| 4.           | Midnight Queen         | C. Kroeger, Peake, Moi                                    | 3:14  |
| 5.           | Gotta Get Me Some      | C. Kroeger, Moi                                           | 3:41  |
| 6.           | Lullaby                | C. Kroeger, Chris Tompkins, Craig Wiseman, Rodney Clawson | 3:48  |
| 7.           | Kiss It Goodbye        | C. Kroeger, M. Kroeger, Moi                               | 3:35  |
| 8.           | Trying Not to Love You | C. Kroeger, Peake, Brad Warren, Brett Warren              | 4:11  |
| 9.           | Holding on to Heaven   | C. Kroeger, M. Kroeger                                    | 3:51  |
| 10.          | Everything I Wanna Do  | C. Kroeger                                                | 3:26  |
| 11.          | Don't Ever Let It End  | C. Kroeger                                                | 3:49  |
| Total längd: | Total längd:           | Total längd:                                              | 39:48 |